# Juan Magnin
Joannes Magnin, hispanizado como Juan Magnin (Friburgo, Suiza, 11 de septiembre de 1701–Quito, 20 de julio de 1753) fue un misionero, cronista, cartógrafo, etnógrafo, filósofo novator y explorador jesuita suizo.

## Biografía
Hizo el noviciado jesuita en Landsberg el 10 de octubre de 1720 e hizo sus votos 1722. Después lo enviaron a Ingolstadt para estudiar Filosofía. Describió su llegada a Colombia en Primera Travesía de Colombia, 1725, por un misionero suizo y se estableció en el colegio jesuita de Quito más o menos en 1725; allí continuó sus estudios y se ordenó en 1729.
Le enviaron como misionero a Panamá y en el colegio de allí enseñó gramática y destacó como predicador. Ratificó sus votos en 1735 y se internó en la peligrosa selva del Darién, en donde estuvo con la tribu de los guaymíes. En 1739, como el padre Andrés de Zárate terminó su misión en la Amazonia y regresaba a España, decidieron que Magnin lo sustituyera y en ese mismo año llegó a Mainas. Usó rutas prehistóricas pasó a través de la cordillera y entró por Pelileo, pasó a los indios Canelos, y por los ríos Bobonaza y Pastaza. Fundó lo que él llamó Primer Centro Misional en el punto San Juan Evangelista de los Miguianos, cerca del río Itatay. De allí pasó a evangelizar a los Napeanos reemplazando a su colega José Bahamonde.
En 1740 entró en Borja, junto al pongo de Manserich, capital de la misión y centro de la Administración Civil, en 1740. Magnin, como sus compañeros misioneros, se frustraba porque no lograba concentrar a los indios en poblaciones, ya que su cultura era nómada y siempre se hallaba buscando tierra agrícola para la yuca que no se sometiera a inundaciones. Los indios, además, sometidos a guerras tribales (incluidas cacerías de cabezas) y a los abusos de soldados hispanos, de los cazadores de esclavos, en especial portugueses, y de los caucheros, que casi produjeron un genocidio entre las culturas silvícolas del área, desconfiaban de los europeos. De todo ello toma nota el etnógrafo suizo.
Tanto tiempo en la jungla provocó que enfermase de fiebres cuartanas, probablemente paludismo, malaria. Los exploradores franceses, como La Condamine, intentaron atraérselo. Él hizo una célebre carta geográfica el año de 1740 y la Academia de Ciencias de París le nombró miembro correspondiente en 1746; con ella mantuvo correspondencia hasta 1749. Seguramente a causa de la evolución de su enfermedad tuvo que volver a Quito, donde no obstante enseñó Derecho Canónico en su Universidad de San Gregorio. Seguramente allí compuso su única obra filosófica, el Milliet en armonía con Descartes o Descartes reformado, cuya primera versión, perdida en un naufragio, data de 1744, y la segunda fue concluida en Quito el 12 de septiembre de 1747 y dedicada a su amigo Charles Marie de La Condamine; se trata de una defensa de Descartes; se ofrecen numerosos datos científicos y se defiende el sistema heliocéntrico copernicano; se ha editado modernamente en 1985 y en 2009. Falleció en Quito el 20 de julio de 1753.

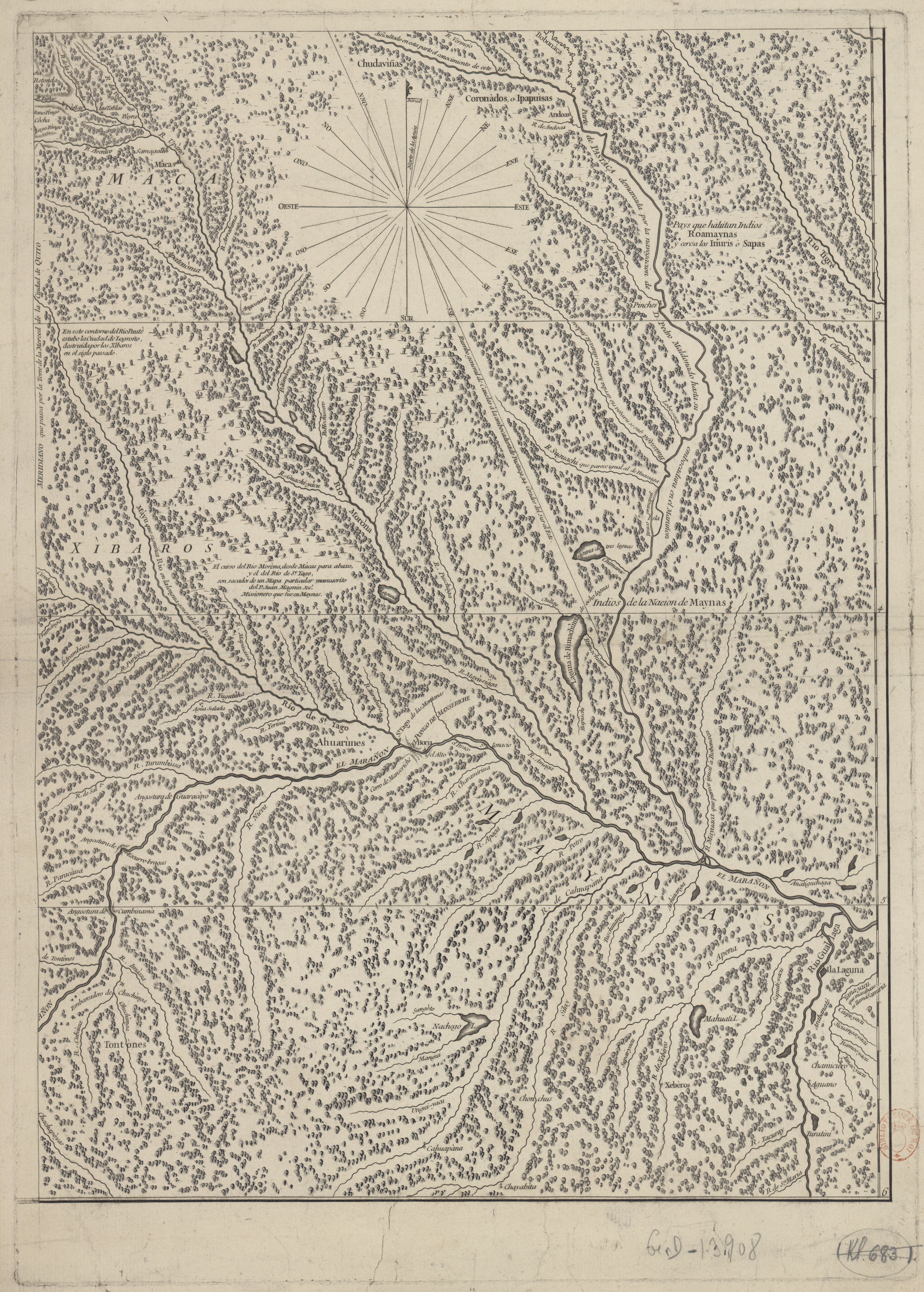
El curso del Rio Morona, desde Macas para abaxo, y el del Rio de St Yago, son sacados de un Mapa particular manuscrito del P. Juan Magnin

## Obras
- La Primera Travesía de Colombia, 1725, por un misionero suizo
- Origen, progresos y mutaciones de las N. Reducciones de Napo
- Relación de los Aumentos de la Mision de los Aguaricus este año de 1739
- Breve descripción de la Provincia de Quito en la América Meridional con sus Misiones de Sucumbíos de religiosos de San Francisco y de Maynas de padres de la Compañía de Jesús de aquella provincia, a las orillas del Marañón, por otro nombre El gran Río de las Amazonas con su chappa. Hecha en Borja año de 1740, y de 1742. por el p.e Juan Magnin de la misma Compañía Misionero en dichas Misiones
- Relación de las cosas notables de la ciudad de San Fran.co de Borja desde el año de 1740 hasta el de 1743
- Quito. Descubrimiento del (río) Nucuray por Juan Magnin.
- Descubrimiento del Nucuray junto a Pastaza en la prov. De Maynas, hecho el año de 1742, por el Sargto. Mr. De la ciudad de Borja Pedro de Ortega y Morga, por orden del Gvr. Dn Juan Ant.o de Toledo. A 6 de enero de 1744
- Milliet en armonía con Descartes o Descartes reformado, ed. de Carlos Paladines, Quito: Universidad Católica del Ecuador / Banco Central del Ecuador, 1985 y Juan Magnin: Descartes reformado, el nacimiento de la ciencia moderna en la Audiencia de Quito, ed. de Carlos Paladines Escudero y Alfonso Ortiz Crespo. Quito: Fondo de Salvamento del Patrimonio Cultural, 2009.